# Dhangadi
Dhangadi (nep. धनगढी) – gaun wikas samiti we wschodniej części Nepalu w strefie Sagarmatha w dystrykcie Siraha. Według nepalskiego spisu powszechnego z 2001 roku liczył on 1738 gospodarstw domowych i 9569 mieszkańców (4708 kobiet i 4861 mężczyzn).